# Росія сьогодні
«Росія сьогодні» (рос. Россия сегодня) — державна російська медіа-компанія, що керує новинним порталом та радіостанціями 30 мовами під торговою маркою Sputnik.

## Компанія
Компанія вийшла з колишнього інформаційного агентства «РІА Новини» (раніше « Совінформбюро»), закордонного голосу мовлення Росії (раніше « Радіо Москва»), телерадіомовлення RT (раніше Russia Today) і телевізійного агентства Ruptly, пов'язаного з RT. Росія сьогодні заснована Указом президента Росії у грудні 2013 року. Очолює її Дмитро Кисельов. Перший головний редактор — Маргарита Симоньян.
За даними російської газети «RBKdaily», «Росія сьогодні» за 2015 рік отримала близько 263 мільйонів євро за розширення міжнародного асортименту.

## Історія
В 2013 році Путін об'єднав «Голос Росії» та «РІА Новини» в ІА «Міжнародне агентство новин Росія сьогодні».
Кисельов того ж дня був призначений генеральним директором нового відомства.

## «Спутник»
Замість багатомовних сервісів інформаційного агентства «РІА Новини» та міжнародного радіоголосу Росії, нову медіа-службу Sputnik почали використовувати в кінці 2014 року.
Згідно з власним твердженням, сервіс повинен представляти російську інтерпретацію глобальних подій. Науковий центр Клуб Зінов'єва пише політичні коментарі для Sputnik. Експертний форум, названий на честь письменника Олександра Зінов'єва, зазначає, що має на меті «донести справедливий образ Росії за допомогою обґрунтованих аналізів та коментарів».

## Інше
17 жовтня 2015 року атака DDoS тимчасово унеможливила доступ до вебсайтів інформаційного агентства.
28 жовтня 2022 року, у тимчасово окупованому Криму на військовому полігоні загинула російська пропагандистка, керівник регіонального підрозділу державного пропагандистського холдингу «Росія сьогодні» Світлана Бабаєва.